# Pokłosie (cykl Jerzego Żuławskiego)
Pokłosie – cykl sonetów młodopolskiego poety Jerzego Żuławskiego. Cykl ukazał się jako osobny tomik w 1894, a następnie został przedrukowany w pierwszym tomie Poezji Żuławskiego w 1908. Cykl zawiera 23 utwory. Są to: Dedykacja, Błogosławieństwo, Puszcza, Śnieżne pola, Na północ..., Dworek, Do świerka, Kędy-ś kraju?, W szałasie, Bern w nocy, Z Alp, Najady, Athene Glaukopis, A la Botticelli, Czarne oczy, Jego książka, Muzyka, Jak Dant..., Rzeźbiarz sonetów, Gorączka, Jutro i Polska mowa, Własną mam harfę. Wiersz Jego książka jest przekładem utworu Fritza von Ostiniego. Sonety są napisane trzynastozgłoskowcem lub jedenastozgłoskowcem. Wiersz Rzeźbiarz sonetów opowiada o tworzeniu utworów tego gatunku, podobnie jak liryk Kazimierza Przerwy-Tetmajera O sonecie.
Na dzikich stepach życia zarzucał arkany
i błyskawiconogie kiełzał dłonią źrebce,
szedł na szczyty – i kędy grom drzemie w kolebce
chmur i lodów, on stawał, jak dumne tytany.
Przez spienione i burzą groźne oceany
pływał i śmiał się, patrząc, jak je wicher depce,
słuchał w puszczach dziewiczych, co wiatr drzewom szepce,
i śród ruin odwiecznych marzył zadumany...
Potem wracał do ludzi i echowe szumy
biorąc z duszy, jak barwy z bogatej pajety,
składał pieśni, maleńkie, pełne łez lub dumy,
krzyków albo tęsknoty, strojne jak kobiety.
A te piosnki czytały potem ludu tłumy,
mówiąc: »Ach! jak to dobrze, że rzeźbi sonety!...«
Poeta opatrzył swój cykl dedykacją: To pokłosie pierwszych plonów w przededniu nowego siewu minionej młodości mojej poświęcam.